# Heteropoda maxima
Heteropoda maxima ou "aranha-caçadora-gigante", é uma espécie de aranha da família Sparassidae, que é considerada como a espécie de aranha com maior envergadura de patas.

## Achado e descrição
A espécie foi descrita pela primeira vez pelo naturalista Peter Jaeger em 2001, e habita unicamente no Laos, em cavernas na província de Khammouan.
A espécie pode ser distinguida de todas as restantes da família Sparassidae pelo porte impressionante e pelos caracteres genitais masculinos e femininos. É a maior espécie de aranha conhecida em envergadura, chegando o corpo a 4,6 cm de largura e tem envergadura de perna de até 30 cm, o que o torna a maior aranha em diâmetro. Os caracteres genitais, são, no macho, que é menor que a fêmea, um pedipalpo muito alongado, pelo menos três vezes mais longo que o tegulum e, na fêmea, uma forma característica do epígino com duas faixas orientadas para a frente e uma direção típica dos canais internos.
Como todas as aranhas do mundo, elas possuem veneno, mas este não traz perigo ao organismo humano, para causar morte e sintomas que colocam a vida em risco. Mas a sua picada pode causar vermelhidão, irritação e inchaço na região da epiderme, além disso pode causar febre, vômito dor de cabeça, náuseas. Diferentemente de outras espécies de aranhas, esta espécie não utiliza teias para caçar seus alimentos, e como o seu nome sugere, elas saem a caça de suas presas, sendo estas bastante velozes, assim como a Heteropoda venatoria.

## Habitat e características
Esta aranha tem hábitos cavernícolas e alimenta-se principalmente de rãs e grilos.
- Comprimento: 30 centímetros
- Cor: Amarelo e negro.